# Michael Graves

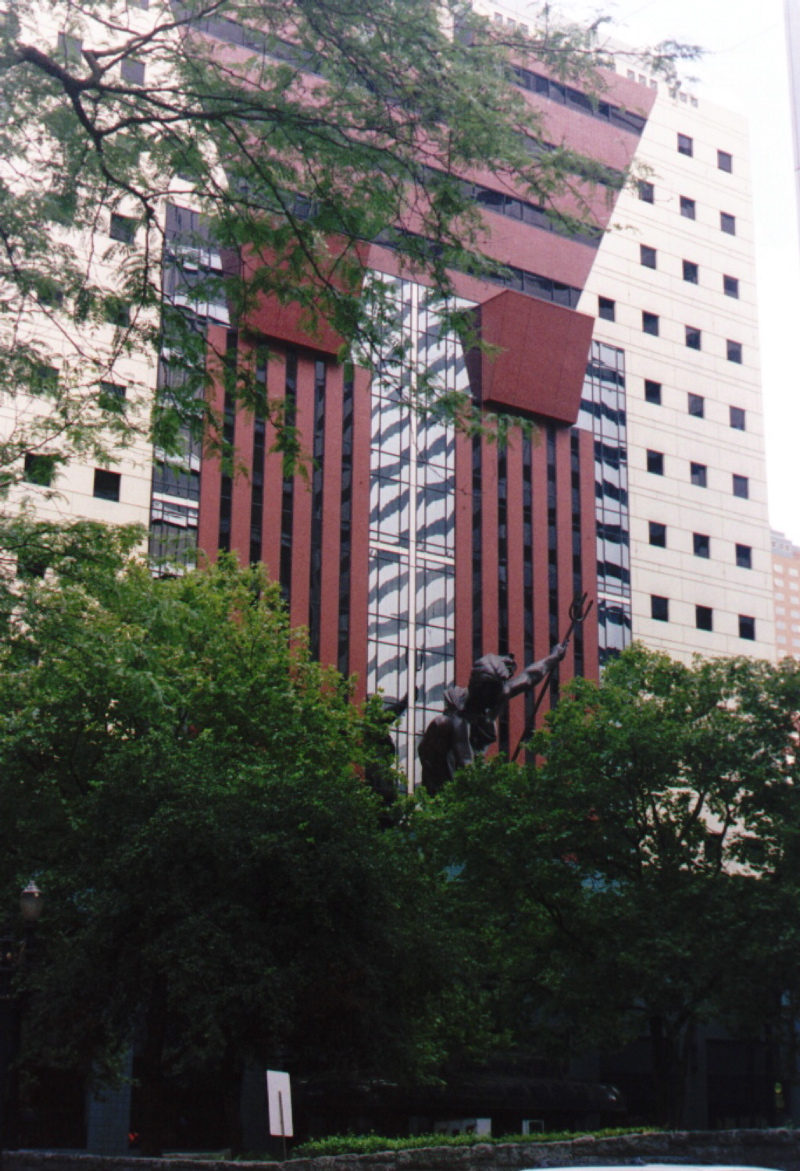
Edificio de Administración Pública (Portland, Oregón).

Michael Graves (Indianápolis, Indiana, 9 de julio de 1934 - Princeton, Nueva Jersey, 12 de marzo de 2015) fue un arquitecto estadounidense. 

## Biografía
Estudió arquitectura en la Universidad de LA SALLE  y en la Universidad Harvard.
Graves trabajó durante dos años como ayudante en la Academia Americana de Roma y posteriormente constituyó su despacho de arquitecto en Princeton, en el estado de Nueva Jersey, en el año 1964. Allí se convirtió en profesor de la Universidad de Princeton en el año 1972.
Fue uno de los cinco integrantes del grupo Five Architects o New York Five junto con los arquitectos Peter Eisenman, Richard Meier, John Hejduk y Charles Gwathmey.
Como arquitecto, Graves fue un representante destacado de la corriente posmodernista en los Estados Unidos. Sus edificios mantienen la claridad de líneas característica de los diseños modernos, pero incorporan elementos clásicos, que confieren a sus obras un aspecto menos técnico y frío, y más humano. En 2001 recibió la Medalla de Oro del AIA (Instituto Americano de Arquitectos).
Además de arquitecto, Graves fue diseñador y llegó a ser conocido ampliamente por el público a través de sus diseños de utensilios para el uso diario en el hogar (Alessi), que se venden en las tiendas Target en todo el país.

## Obras representativas
- Edificio de Oficinas de Humana (Louisville, Kentucky)
- Edificio de Administración Pública (Portland, Oregón)
- Casa Alexander (Princeton, Nueva Jersey)
- Casa Crooks (Fort Wayne, Indiana)
- Casa Hanselmann (Fort Wayne, Indiana)
- Edificio Portland (Portland, Oregón)
- Biblioteca Offentlight (San Juan de Capistrano, California)
- Torre Ten Peachtree (Atlanta, Georgia)
- Edificio Team Disney (Burbank, California)
- Museo Michael C. Carlos, Universidad Emory (Atlanta, Georgia)
- Centro de Investigación de Ingeniería, Universidad de Cincinnati (Cincinnati, Ohio)
- Edificio Bryan, Universidad de Virginia, (Charlottesville, Virginia)

## Premios y galardones
- Medalla de Oro del AIA